# Trường Đại học Xây dựng Miền Tây
Trường Đại học Xây dựng Miền Tây (tiếng Anh: MienTay Construction University) là một trường đại học chuyên về nhóm ngành kiến trúc, xây dựng và quy hoạch tại Việt Nam. Trường trực thuộc Bộ Xây dựng.

## Tuyển sinh đại học

### Nhóm ngành Kiến trúc
Đây là một trong hai nhóm ngành trọng điểm của trường.
- Ngành Kiến trúc.
- Ngành Quy hoạch vùng & đô thị: Đào tạo kỹ năng phân tích, đánh giá và đề xuất các giải pháp quy hoạch để thực hiện các đồ án quy hoạch đô thị thực tế.

### Nhóm ngành Xây dựng
Đây là một trong hai nhóm ngành trọng điểm của trường.
- Ngành Quản lý Xây dựng (Chuyên ngành Quản lý Xây dựng Đô thị).
- Ngành Kỹ thuật Xây dựng (Chuyên ngành Xây dựng Dân dụng & Công nghiệp).
- Ngành Kỹ thuật giao thông (Chuyên ngành xây dựng cầu - đường).

### Nhóm ngành Môi trường
- Ngành Kỹ thuật môi trường: Đào tạo kỹ năng thiết kế, thi công công trình và quản lý các hệ thống kỹ thuật hạ tầng, làm việc liên quan đến bảo vệ môi trường ở các đô thị, các khu công nghiệp.
- Ngành Kỹ thuật cấp - Thoát nước (Chuyên ngành cấp - thoát nước): Gần giống với ngành kỹ thuật môi trường nhưng chuyên về lĩnh vực cấp - thoát nước. Đào tạo kỹ năng thiết kế, thi công công trình và quản lý các hệ thống kỹ thuật hạ tầng, làm việc liên quan đến cấp thoát nước nhằm bảo vệ môi trường ở các đô thị, các khu công nghiệp.

### Ngành Kế toán
Sinh viên ra trường có khả năng thực hiện các nghiệp vụ về kế toán, phân tích dự báo tài chính trong các doanh nghiệp và tổ chức khác; nghiên cứu, giảng dạy về kế toán trong các cơ sở giáo dục đại học và các cơ sở nghiên cứu; có thể tiếp tục tự học, tham gia học tập ở bậc học cao hơn để trở thành các nhà lãnh đạo, các chuyên gia trong lĩnh vực kế toán.

## Chất lượng đào tạo

### Kiểm định chất lượng đào tạo
Tháng 3 năm 2017 trường đã được kiểm định và chứng nhận đạt tiêu chuẩn chất lượng giáo dục bởi trung tâm kiểm định chất lượng giáo dục trực thuộc hệ thống đại học Đại học Đà Nẵng.

### Đội ngũ giảng viên
Tính đến tháng 1 năm 2018, trường có 170 giảng viên. Trong đó có 2 phó giáo sư, 15 tiến sĩ, 146 thạc sĩ và 12 giảng viên có trình độ đại học.

### Giáo án giảng dạy
Giáo án giảng dạy của trường được xây dựng từ nền giáo án của trường Đại học Kiến trúc, cũng thuộc Bộ Xây dựng.

## Các khoa và phòng ban
Các phòng chức năng:
- Phòng Quản lý Đào tạo;
- Phòng Tổ chức - Hành chính;
- Phòng Tài chính - Kế toán;
- Phòng Công tác Chính trị sinh viên;
- Phòng Khoa học và Hợp tác quốc tế;
- Phòng Quản trị và Thiết bị;
- Phòng Khảo thí và Đảm bảo chất lượng;
- Ban Tư vấn tuyển sinh và Hướng nghiệp

Các khoa, bộ môn trực thuộc trường:
- Khoa Khoa học Cơ bản;
- Khoa Xây dựng;
- Khoa Kiến trúc;
- Khoa Quy hoạch Đô thị;
- Khoa Kỹ thuật Hạ tầng đô thị;
- Khoa Lý luận Chính trị;
- Khoa Kinh tế;

Các trung tâm nghiên cứu khoa học, dịch vụ
- Trung tâm Ngoại ngữ - Tin học;
- Trung tâm Tư vấn Xây dựng;
- Trung tâm Thông tin - Thư viện;
- Trung tâm Bồi dưỡng nghiệp vụ xây dựng và đào tạo thường xuyên;
- Trung tâm thí nghiệm Xây dựng và môi trường;